# Howard Wilson Emmons
Howard Wilson Emmons (Morristown, 30 de agosto de 1912 — Boston, 20 de novembro de 1998) foi um engenheiro estadunidense.
Foi professor do departamento de engenharia mecânica da Universidade Harvard. Notabilizou-se por pesquisas em mecânica dos fluidos, combustão e segurança contra incêndio. Participou do projeto do primeiro túnel de vento supersônico, identificou um critério de transição para a turbulência na camada limite (atualmente conhecido como "Emmons spots"), e foi o primeiro a observar o estol em compressores. É atualmente conhecido por seu trabalho pioneiro na engenharia de segurança contra incêndios. É reconhecido como pai da ciência do fogo, por suas contribuições para o entendimento da propagação de chamas e na dinâmica do fogo.
Recebeu a Medalha Timoshenko, em 1971.
Em seu necrológio, Patrick Pagni escreveu:

"Não é possível resumir adequadamente a magnitude das contribuições únicas do Professor Emmons para o estabelecimento da ciência da segurança contra incêndios como uma disciplina, a não ser chamá-lo de "Sr. Pesquisa de incêndio"".

## Biografia
- Engenheiro mecânico pelo Stevens Institute of Technology, em 1933
- Mestrado em engenharia mecânica pelo Stevens Institute of Technology, em 1935
- Doutor em engenharia mecânica pela Universidade Harvard, em 1938, orientado por John Finnie Downie Smith e Charles Harold Berry
- Trabalhou por curto período para a Westinghouse Electric Corporation e Universidade da Pensilvânia
- Professor da Universidade Harvard desde 1940
- Membro da Academia Nacional de Engenharia dos Estados Unidos, em 1965
- Membro da Academia Nacional de Ciências dos Estados Unidos, em 1966.

## Condecorações
- Honorary ScD do Stevens Institute of Technology, em 1963
- Egerton Gold Medal do Combustion Institute, em 1968
- Medalha dos 100 anos de aniversário do Stevens Institute of Technology, em 1970
- Medalha Timoshenko, em 1971
- Fire Protection Man of the Year da Society of Fire Protection Engineers, em 1982
- Office of Naval Research Prize da American Physical Society, em 1982.

## Obras selecionadas

### Autor individual
- The Drop Condensation of Vapors, Harvard University Thesis (S.D.), 1938.
- Gas dynamics tables for air, Dover: New York, NY, 1947.
- Fundamentals of Gas Dynamics, Princeton University Press: Princeton NJ, 1958.
- Fluid mechanics and combustion, Proceedings of the 13th International Symposium on Combustion, p. 1-18 Pittsburgh, Pa., Combustion Institute, 1971.

### Coautoria
- Thermodynamic properties of helium to 50.000°K, by Wilbert James Lick, Howard Wilson Emmons. Harvard University Press: Cambridge, MA, 1962.
- Transport properties of helium from 200 to 50.000°K, by Wilbert James Lick, Howard Wilson Emmons. Harvard University Press: Cambridge, MA, 1965.
- The fire whirl, by Howard W. Emmons and Shuh-Jing Ying. Proceedings of the 11th International Symposium on Combustion, p. 475-486. Pittsburgh, Pa., Combustion Institute, 1967.